# Стеллецький Борис Семенович
Стеллецький Борис (*23 серпня 1872, Берестя — †25 лютого 1939, Белград) — начальник Штабу Гетьмана України Павла Скоропадського. Також  редактор, військовий історик. Генерал-хорунжий.
Походив зі старовинного козацького роду. Син генерала російської армії. Брат художника-модерниста Дмитра Стеллецького. Мав трьох синів. Православний.

## Кар'єра в російський армії
Закінчив Варшавську гімназію, Одеське піхотне юнкерське училище (1894), Миколаївську академію Генерального штабу (1920). Проходив службу на посадах командира роти 4-го полку Варшавської фортеці, старшого ад'ютанта штабу Донської кінної дивізії, помічника старшого ад'ютанта офіцера для доручень штабу Київського військового округу, начальника стройового відділу Івангородської фортеці. 3 1907 — старший ад'ютант штабу Київського військового округу, підполковник.

Могила матері Б.Стеллецького, Тришинські могилки, Берестя

З 1909 по 1911 роки був редактором часопису київського відділу Російського військово-історичного товариства «Военно-исторический вестникъ» (Київ). Автор статей: «Польско-казацкая война с Турцией 1621 г.», «Замок в Клевани», «Родословная владетельных князей дома Рюрика».
У роки Першої світової війни (1914–1918) — начальник військових сполучень Дунайської армії Румунського фронту, полковник (1917).

## На службіУкраїнській державі
Генеральний хорунжий української служби. З 27 червня до 24 жовтня 1918 року — начальник штабу гетьмана Скоропадського. При ньому структуровано Власну адміністрацію гетьмана; гетьманська Квартира, Штаб отримали ретельніше деталізовані завдання і обов'язки. 3 серпня 1918 року ухвалено напрацьоване ним таємне Положення про головну квартиру гетьмана. Поряд із державним радником Олександром Палтовим, генеральним писарем Іваном Полтавцем, і особистим ад'ютантом Гнатом Зеленевським належав до осіб, які впливали на рішення гетьмана. Разом із Палтовим входив до проросійської групи, яка протистояла антиросійський групі Полтавця і Дорошенка. Для зміцнення своїх впливів запрошував на наради дружину гетьмана.

## На еміграції
Після падіння Гетьманату в грудні 1918 р. емігрував до Югославії, де з ним жили троє дітей (доньки Тетяна і Ксенія та син Федір). 
Помер у Белграді (Сербія) 25 лютого 1939 р. і був похований на белградському Новому цвинтарі (ділянка 80-А).